# Zdeněk Souček
Zdeněk „Frank“ Souček (9. září 1917 Královo Pole – 24. prosince 1967 ostrov Macquarie) byl česko-australský lékař, polárník a průzkumník tropických oblastí. Jeho otcem byl český středoškolský učitel, člen Sokola a oběť nacistické okupace Antonín Souček.

## Život
Po absolvování gymnázia v Bučovicích (1936) zahájil studia na Lékařské fakultě Masarykovy univerzity v Brně. Ve studiu po válce pokračoval na Lékařské fakultě Univerzity Karlovy v Praze, kde promoval v roce 1947 a získal titul MUDr. Pracovat začal v Prachaticích, kde se také seznámil se svou budoucí ženou.
V září 1948 emigroval do Západního Německa a o rok později do Austrálie, kde vstoupil do programu pro výzkum (ANARE) Antarktidy. Rok 1952 strávil na ostrově Macquarie v jihozápadní části Tichého oceánu, ale následující léta až do roku 1959 pracoval na ostrově Nové Irsko. Kromě tropické medicíny se zde věnoval i antropologickému výzkumu. Po návratu, zejména v období mezi roky 1959–1967, se zúčastnil dvanácti antarktických expedicí, na kterých sloužil jako lékař, vedoucí lékař nebo zástupce vedoucího expedice. V roce 1965 se zúčastnil americko-novozélandské oceánografické výpravy Rossovým mořem na Ballenyho ostrovy a na podmořský Masquriův hřbet. Studoval vliv extrémních podmínek na lidský organismus a baktérie v zažívacím traktu polárních ptáků a savců. Pracoval hlavně na ostrově Macquarie a stanici Wilkes (1960, 1962). Výsledky spolu s kolegy publikoval v několika odborných pracích. Zemřel na infarkt myokardu na ostrově Macquarie. Urna s jeho popelem byla na přání jeho manželky umístěna v jejím rodišti ve Vodňanech.

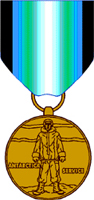
Medaile za službu v Antarktidě

V poválečném období byl asi prvním z Čechů, kteří v Antarktidě prováděli výzkumné práce. Zdeněk Souček byl posmrtně vyznamenán britskou královnou medailí Polar medal (1969) a americkou medailí Antarctica Service Medal (1997).

## Místa pojmenovaná po Zdeňku Součkovi
- Soucek Bay, Australie Macquarie Island GPS 54.6168111S, 158.8355556E
- Mount Soucek v Antarktidě GPS 66.8223556S, 50.9701139E